# Coux-et-Bigaroque-Mouzens
Coux-et-Bigaroque-Mouzens es una comuna nueva francesa situada en el departamento de Dordoña, de la región de Nueva Aquitania.

## Historia
Fue creada el 1 de enero de 2016, en aplicación de una resolución del prefecto de Dordoña de 21 de diciembre de 2015 con la unión de las comunas de Coux-et-Bigaroque y Mouzens, pasando a estar el ayuntamiento en la antigua comuna de Coux-et-Bigaroque.

## Demografía
| Gráfica de evolución demográfica de Coux-et-Bigaroque-Mouzens entre 1800 y 2013 |
|                                                                                 |

Los datos entre 1800 y 2013 son el resultado de sumar los parciales de las dos comunas que forman la nueva comuna de Coux-et-Bigaroque-Mouzens, cuyos datos se han cogido de 1800 a 1999, para las comunas de Coux-et-Bigaroque y Mouzens de la página francesa EHESS/Cassini. Los demás datos se han cogido de la página del INSEE.

## Composición
| Comuna delegada   | Código INSEE | Población (2013) | Superficie (km²) | Densidad (hab./km²) |
| ----------------- | ------------ | ---------------- | ---------------- | ------------------- |
| Coux-et-Bigaroque | 24142        | 972              | 19.33            | 50                  |
| Mouzens           | 24298        | 238              | 8.14             | 29                  |